# Pedro Nelson Torres
Pour les articles homonymes, voir Torres.
Torres  Quiroga est un nom espagnol. Le premier nom de famille, en général paternel, est Torres ; le second, en général maternel, souvent omis, est Quiroga.
Pedro Nelson Torres Quiroga, né le 17 décembre 1984, est un coureur cycliste colombien.

## Palmarès sur route

### Par années
- 2008
  - 3e étape du Doble Sucre Potosi Grand Prix
- 2009
  - 9e étape du Tour de Guadeloupe
- 2014
  - 3e de la Vuelta a la Independencia Nacional
  - 3e du Tour de Marie-Galante

### Classements mondiaux
| Année            | 2008 | 2009 | 2010 | 2011 | 2012 | 2013 | 2014 |
| ---------------- | ---- | ---- | ---- | ---- | ---- | ---- | ---- |
| UCI America Tour | 254e |      |      |      |      |      | 120e |

## Palmarès sur piste

### Championnats panaméricains
- Santiago 2015
  - Douzième de la course scratch[3]

### Championnats de Colombie
- Pereira 2007
  -  Champion de Colombie de la course à l'américaine (avec Juan Pablo Forero)[4].
- Barranquilla 2009
  -  Champion de Colombie de la course à l'américaine (avec Walter Pedraza)[5].
- Medellín 2010
  -  Médaillé de bronze de la poursuite par équipes (avec Daniel Balsero, Camilo Torres et José Castelblanco)[6].
- Medellín 2014
  -  Médaillé d'argent de poursuite par équipes (avec Jordan Parra, Camilo Suárez et Carlos Urán)[7].
  -  Médaillé de bronze de la course à l'américaine (avec Jordan Parra)[8].
- Cali 2015
  -  Champion de Colombie de la course aux points[9].
  -  Champion de Colombie de la course à l'américaine (avec Carlos Ospina)[10].
  -  Médaillé d'argent de poursuite par équipes (avec Camilo Pedroza, Carlos Ospina et Carlos Urán)[11].
- Cali 2019
  -  Médaillé d'argent de la course à l'américaine (avec Carlos Urán)[12].
  -  Médaillé de bronze de la course aux points[13].